# Didymodoxa
Didymodoxa é um género botânico pertencente à família Urticaceae.

## Espécies
- Didymodoxa acuminata
- Didymodoxa caffra
- Didymodoxa capensis
- Didymodoxa cuneata
- Didymodoxa debilis
- Didymodoxa integrifolia